# ويليام إم. باتلر
ويليام إم. باتلر هو محامي وسياسي أمريكي، ولد في 29 يناير 1861 في نيو بدفورد في الولايات المتحدة، وتوفي في 29 مارس 1937 في بوسطن في الولايات المتحدة. نشط حزبياً في الحزب الجمهوري.

## مناصب
- انتخب عضو مجلس ولاية ماساتشوستس ‏.
- انتخب عضو مجلس الشيوخ الأمريكي [الإنجليزية]‏ عن دائرة Massachusetts Class 1 senate seat ‏ وقد انضم خلال فترته النيابية [الإنجليزية]‏ (4 مارس 1925 – 6 ديسمبر 1926) للكتلة البرلمانية الحزب الجمهوري.
- انتخب عضو مجلس الشيوخ الأمريكي [الإنجليزية]‏ عن دائرة Massachusetts Class 1 senate seat ‏ وقد انضم خلال فترته النيابية [الإنجليزية]‏ (13 نوفمبر 1924 – 4 مارس 1925) للكتلة البرلمانية الحزب الجمهوري.
- انتخب عضو مجلس نواب ماساتشوستس ‏.